# Tanaya Beatty
Tanaya Beatty (* 12. Februar 1991 in Vancouver) ist eine kanadische Filmschauspielerin indianischer Abstammung.

## Leben
Tanaya Beatty absolvierte bis 2010 ein Studium an der privaten Vancouver Film School. Ab 2012 spielte sie „Caitlin Janvier“ in der Serie Arctic Air, 2016 folgte die Serie The Night Shift, wo sie „Dr. Shannon Rivera“ verkörperte. Ab 2018 spielte sie „Avery“ in der US-Serie Yellowstone.

## Filmografie (Auswahl)
- 2011: Breaking Dawn – Biss zum Ende der Nacht, Teil 1 (The Twilight Saga: Breaking Dawn – Part 1)
- 2012: True Justice (Fernsehserie, 7 Folgen)
- 2012–2014: Arctic Air (Fernsehserie, 19 Folgen)
- 2013: Words & Pictures – In der Liebe und in der Kunst ist alles erlaubt (Words and Pictures)
- 2013–2014: Continuum (Fernsehserie, 4 Folgen)
- 2016–2017: The Night Shift (Fernsehserie, 23 Folgen)
- 2017: Feinde – Hostiles (Hostiles)
- 2018: Through Black Spruce
- 2018–2022: Yellowstone (Fernsehserie, 8 Folgen)
- 2022: Crimes of the Future
- 2022: God’s Country
- 2022: Mord in Yellowstone City (Murder at Yellowstone City)
- 2024: The Birds Who Fear Death